# Bev Smith
Beverly Ann Smith, detta Bev (Armstrong, 4 aprile 1960), è un'ex cestista e allenatrice di pallacanestro canadese.

## Carriera
Alta 185 cm, giocava come ala nell'Associazione Sportiva Vicenza nel 1989-90. In quella stagione ha totalizzato 490 punti in 28 partite di campionato. Ha vinto tre titoli italiani con la squadra vicentina.

## Palmarès
- Campionato italiano: 3
A.S. Vicenza: 1982-83, 1983-84, 1984-85